# Rocas ígneas ultrapotásicas

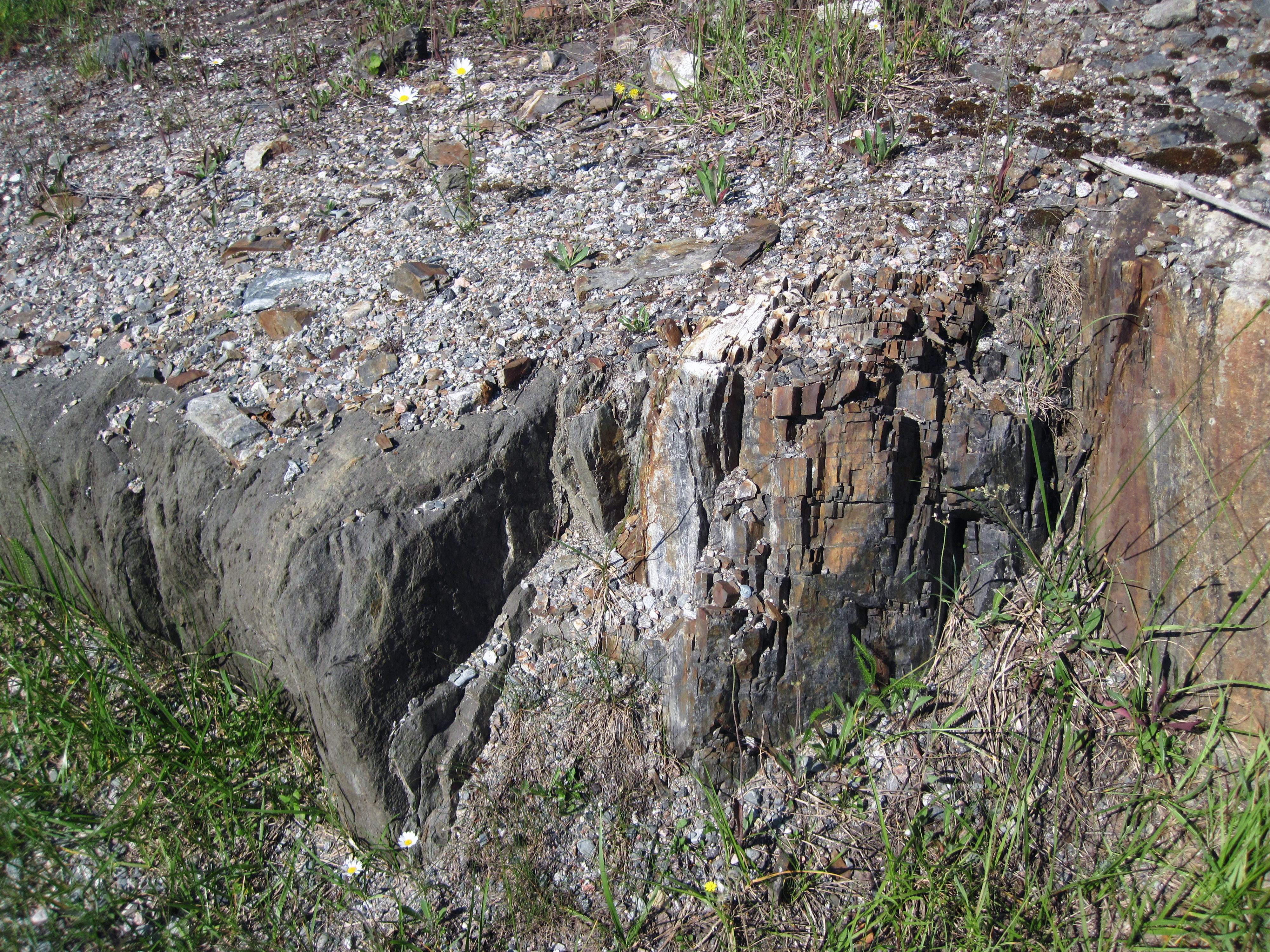
Un dique compuesto de roca ígnea ultrapotásica, lamprofiro.

Las rocas ígneas ultrapotásicas son una variedad rara, en depósitos de poco volumen, generalmente de rocas ígneas ultramáficas y máficas empobrecidas en sílice.
En la mayor parte de la literatura científica las rocas ultrapotásicas se definen por molar de K2O/Na2O > 3 . En otros documentos escritos en fecha tan reciente como 2005, que se definen como las rocas, con porcentajes en peso de K2 O/Na2O > 2. Por lo tanto, se recomienda precaución en la interpretación de la utilización del término "ultrapotásicas". La nomenclatura de estas rocas se sigue debatiendo.
La génesis de estas rocas ultrapotásicas es muy discutido. Los magmas probablemente se han originado por una variedad de mecanismos y de fuentes. La producción de magma puede ser favorecida por el texto siguiente:
- fusión parcial a gran profundidad.
- fusión parcial a baja temperatura.
- enriquecimiento de las fuentes de elementos litofilos (K, Ba, Cs, Rb)
- peridotita (variedad harzburgita) enriquecida, sobre todo en potasio
- Depósitos ricos en piroxeno y flogopita dentro del manto, no solo de peridotita
- Existencia de dióxido de carbono o agua en las fuentes (cada condición que conduce a un magma distintivo);
- Reacción del material fundido con la roca circundante a medida que asciende desde sus fuentes.

El origen de los magmas ultrapotásicos en el manto puede contener sedimentos subducción, o se pueden haber enriquecido en potasio por la fusión o liquefacción parcial de los sedimentos subducidos. Las flogopita y / o anfíboles potásicos probablemente son típicos de las fuentes de muchos de estos magmas. Los granitos ultrapotásicas son comunes y pueden formarse por la fusión de la corteza continental por encima de magma máfico, como en las zonas Rift.

## Tipos de rocas ultrapotásicas
- Lamprófidos y rocas meliliticas
- Kimberlita
- Lamproita
- Orangeite (véase el Grupo II de la kimberlita)
- Rocas Feldespatoide, tales como leucitas
- Leucogranitos enriquecido en feldespato potásico

## Importancia económica
La importancia económica de las rocas ultrapotásicas es amplia y variada. Las kimberlitas y lamproítas y tal vez incluso los lamprofidos se sabe que contienen diamantes. Estas rocas se generan a profundidades superiores a los 120 km y por lo tanto puede llevar diamantes a la superficie como xenolitos. Los granitos ultrapotásicas son la mayor parte del granito que alberga oro. Significativa mineralización estilo pórfido se genera en granitos con alta concentración de potasio a los ultrapotásicos. Un tipo de granitos ultrapotásicas intercontinentales están aparenta estar asociado con la mineralización de la fluorita y la columbita - tantalita.